# Кондрашина (Байкаловський район)
Кондра́шина (рос. Кондрашина) — присілок у складі Байкаловського району Свердловської області. Входить до складу Краснополянського сільського поселення.
Населення — 49 осіб (2010, 74 у 2002).
Національний склад населення станом на 2002 рік: росіяни — 99 %.